# 邱瑞鑾
邱瑞鑾，臺灣作家、翻譯工作者，著有《布朗修哪裡去了？一個普通讀者的法式閱讀》等書籍。

## 經歷
畢業於臺灣臺中市東海大學哲學系，後遠赴法國巴黎第八大學法國現代文學博士先修班畢業。

## 作品
- 著作：《布朗修哪裡去了？:一個普通讀者的法式閱讀》

- 譯作：皆為法國文學作品。

1. 1. 《貓咪躲高高》
  2. 《綠色之馬》
  3. 《潛水鐘與蝴蝶》
  4. 《金魚》
  5. 《窮人客棧》
  6. 《戴眼鏡的女孩》
  7. 《小姐變成豬》
  8. 《位置》
  9. 《一直下雨的星期天》
  10. 《日出時讓悲傷終結》
  11. 《身份》
  12. 《可笑的愛》
  13. 《太愛火柴的女孩》